# Всеобщие выборы в Гондурасе (1881)
Всеобщие выборы в Гондурасе проходили с 1 февраля 1881 года. На них избирались президент и депутаты Национального конгресса Гондураса. Марко Аурелио Сото был переизбран президентом. 
Выборы проходили по новой схеме. Президент становился главой исполнительной власти. В конце 1880 года Марко Аурелио Сото покинул пост президента для того, чтобы выдвинуть свою кандидатуру в президенты. Консервативная партия не выдвигала свою кандидатуру. Либералы выдвинули кандидатуру адвоката Селео Ариаса, бывший президентом Гондураса в 1872—1874 годах. Сото получил 82% голосов и был переизбран президентом.

## Президентские выборы
| Кандидат           | Политическое предпочтение | Голоса | %   |
| ------------------ | ------------------------- | ------ | --- |
| Марко Аурелио Сото | Либералы                  | 24 521 | 82  |
| Карлос Селео Ариас | Либералы                  | 5 274  | 18  |
| Всего              | Всего                     | 29 795 | 100 |
| Источник: Euraque  |                           |        |     |